# 촉진 (의학)
촉진(觸診, palpation)은 손을 사용하여 질병을 진단하기 위해 환자의 신체를 검사하는 것이다. 주로 의료 종사자가 시행하며, 신체 구조물의 크기, 모양, 단단함, 위치를 확인하는 것이 그 목적이다. 예를 들어 수의사는 성공적인 분만을 위한 진단 중 하나로 임신한 동물의 배를 촉진할 수 있다.
촉진은 중요한 신체검진의 한 항목이다. 의사는 몸의 안쪽에 위치한 구조물을 촉진하여, 훈련을 받지 않은 사람들은 알 수 없는 것을 알아내는 다양한 기술들을 발전시켜 왔다. 해부학의 발달과 많은 연습을 통해 촉진의 기술은 발전해 왔다. 그렇지만 촉진만으로는 알 수 없는 것들이 있으므로 여러 가지 다른 검사, 영상 기술, 실험실 검사 등이 진단을 위해 추가적으로 이용된다. 촉진을 통해 정보를 알아낼 수 있는 질환이나 소견에는 맥박, 복부팽만, 심장의 떨림, 진동감, 여러 가지 탈장, 관절의 탈구, 골절, 종양 등이 있다.

## 같이 보기
- 신체검사
- 타진 (의학)
- 탄성 영상
- 청진
- 의학촬영